# Bay Horse
Bay Horse – osada w Anglii, w hrabstwie Lancashire, w dystrykcie Lancaster. Leży 67 km na północny zachód od miasta Manchester i 327 km na północny zachód od Londynu.